# Черневе (Шосткинський район)
Черне́ве — село в Україні, у Шалигинській селищній громаді Шосткинського району Сумської області. Населення становить 409 осіб. Колишній орган місцевого самоврядування — Черневська сільська рада.

## Географія
Село Черневе розташовано за 15 км від міста Глухова на правому березі річки Клевень в урочищі Широке Болото, вище за течією на відстані 0.5 км розташоване село Сваркове, нижче за течією на відстані 8 км розташоване село Будища, на протилежному березі — село Чернівське.
Довкіл села багато іригаційних каналів.

## Історія
- На південний захід від села, на правом березі р. Клевень, виявлено поселення бронзової доби і раннього середньовіччя на місці якого глухівським істориком і археологом Юрієм Коваленком був знайдений скарб металевих виробів[1] та хрест-енколпіон[2].
- Перша письмова згадка про село, датована 1687 роком, зустрічається в універсалі гетьмана Івана Мазепи, згідно з яким за Петропавлівським монастирем закріплювалися маєтності, зокрема і «деревня» Черневе[3].

12 червня 2020 року, відповідно до розпорядження Кабінету Міністрів України № 723-р «Про визначення адміністративних центрів та затвердження територій територіальних громад Сумської області», село увійшло до складу Шалигинської селищної громади.
19 липня 2020 року, в результаті адміністративно-територіальної реформи та ліквідації Глухівського району, село увійшло до складу новоутвореного Шосткинського району.

## Економіка
- КСП «Прогрес».

## Соціальна сфера
- Школа I-II ст.

## Пам'ятки
- Братська могила сталінських солдат.